# Norman Maclean
Norman Maclean, né le 23 décembre 1902 à Clarinda, en Iowa, et mort le 2 août 1990 à Chicago, en Illinois, est un écrivain et universitaire américain. Il est surtout connu pour être l'auteur d'une nouvelle semi-autobiographique, La Rivière du sixième jour (A River Runs Through It, 1976), livre-phare de l'école du Montana adapté par Robert Redford en 1992 pour le film Et au milieu coule une rivière (A River Runs Through It).

## Biographie

### Enfance et jeunesse
Né à Clarinda, en Iowa, le 23 décembre 1902, Norman Fitzroy Maclean est le fils aîné du révérend John Norman Maclean (1861-30 décembre 1941), un pasteur presbytérien d'ascendance écossaise, et de Clara Davidson (1873-5 juillet 1952). Ce père pasteur supervise jusqu'en 1913 l'éducation du jeune Norman et de son frère cadet, Paul (1906-2 mai 1938). Entre-temps, la famille a déménagé pour Missoula, dans le Montana, en 1909, où John Maclean prend en charge l'église presbytérienne locale, au 235 S Fifth Street.
Trop jeune pour s'enrôler dans les forces armées au cours de la Première Guerre mondiale, Norman Maclean travaille pendant trois étés consécutifs à partir de 1919 pour le service fédéral responsable des forêts (United States Forest Service ou USFS) puis auprès de bûcherons au sein de camps forestiers. Dans son esprit de jeune adulte, ces travaux d'été ne visent pas seulement à lui assurer un petit revenu : « à cette époque j'envisageais de faire carrière dans le service forestier et cherchais donc à arpenter autant de forêts différentes que possible dans le Nord-Ouest. »
De 1913 à 1920, Norman Maclean effectue sa scolarité à la Missoula County High School : il fait notamment partie de l'équipe de football américain et écrit dans le journal de l'école. Il entreprend ensuite des études universitaires au Dartmouth College où il exerce notamment la responsabilité de rédacteur en chef d'une revue satirique, la Dartmouth Jack-O Lantern. Au cours de sa quatrième et dernière année, il a fait partie de la société Sphinx. Diplômé en 1924, il choisit de rester à Dartmouth où il enseigne comme moniteur jusqu'en 1926 en même temps qu'il prépare son mastère. En 1926 Norman Maclean retourne au Montana où il travaille pendant deux ans pour le service fédéral responsable des forêts. C'est à cette époque, à Helena, Montana, où son père occupe de nouvelles responsabilités pour l'église presbytérienne, que Norman Maclean fait la connaissance de Jessie Burns.

### L'enseignant à l'université de Chicago
En 1928, il entame des études doctorales à l'université de Chicago tout en occupant la charge d'assistant en anglais. En 1931, Norman Maclean est promu au rang de professeur de l'université ; le 24 septembre, son père bénit son union avec Jessie Burns à l'église presbytérienne d'Helena. Le couple emménage à Chicago, mais revient régulièrement au Montana. À l'université de Chicago, Maclean est un enseignant apprécié de ses étudiants, plusieurs fois récompensé pour la qualité de son enseignement.
Son frère Paul, qui travaille au service des relations publiques de l'université de Chicago, est assassiné en 1938 à Chicago, probablement à la suite de dettes de jeu. Cette mort marque durablement Norman et son père.
En 1940, Norman Maclean obtient son doctorat de l'université de Chicago avec une thèse intitulée « The Theory of Lyric Poetry in England from the Renaissance to Coleridge » (littéralement « La théorie de la poésie lyrique en Angleterre de la Renaissance jusqu'à Coleridge »). Au cours de sa carrière universitaire, Maclean va ainsi principalement dispenser des cours sur William Shakespeare et sur les poètes romantiques.
Quand les États-Unis entrent en guerre, Maclean est désireux de s'engager dans la marine américaine, mais l'université de Chicago s'y oppose. Il continue donc son enseignement universitaire tout en étant nommé à la tête d'un institut d'études militaires ; il participe aussi à la rédaction d'un manuel d'instruction pour interpréter les cartes militaires et les photographies aériennes.
En 1973, à l'âge de 71 ans, il reçoit à nouveau le prix Quantrell en hommage à la qualité de son enseignement. Il prend sa retraite la même année, après 45 ans d'enseignement universitaire. Ses deux enfants, sa fille Jean (née en 1942) et son fils John Norman (né en 1943), l'encouragent alors à coucher par écrit les histoires qu'il aimait à leur raconter.

### La Rivière du sixième jour
La Rivière du sixième jour est publié par l'université de Chicago en 1976. C'est la première fois que cette université consent à publier un ouvrage de fiction. Maclean envisage cette nouvelle comme un « poème d'amour » dédié à sa famille. L'ouvrage est proposé pour le prix Pulitzer dans la catégorie « littérature », en 1976, mais ne l'obtient finalement pas, le prix n'étant d'ailleurs pas décerné cette année.
En 1988, Robert Redford obtient les droits pour transposer la nouvelle en un film. Ce sera Et au milieu coule une rivière (A River Runs Through It, 1992), avec comme acteurs principaux Brad Pitt, Craig Sheffer, Tom Skerritt, Brenda Blethyn ou encore Emily Lloyd.

### Décès
Le 2 août 1990, Norman Maclean meurt à Chicago, à l'âge de 87 ans.

## Œuvres
- La Rivière du sixième jour [« A River Runs Through It »]  (trad. Marie-Claire Pasquier), Paris, Rivages, coll. « Bibliothèque étrangère » (no 213), 19 mars 1997, 192 p. (ISBN 978-2-7436-0195-9)
- Montana, 1919 [« USFS 1919: The Ranger, the Cook and a Hole in the Sky »]  (trad. Marie-Claire Pasquier), Paris, Rivages, coll. « Bibliothèque étrangère » (no 140), 1994, 171 p. (ISBN 978-2-86930-852-7)
- La Part du feu [« Young Men and Fire »]  (trad. Jean Guiloineau), Paris, Rivages, coll. « Bibliothèque étrangère » (no 243), 7 avril 1998, 320 p. (ISBN 978-2-7436-0345-8)

Rééd. op. cit.  (trad. Jean Guiloineau et Laure Jouanneau-Lopez, préf. Pete Fromm, postface Timothy Egan), Paris, Payot & Rivages, 2024, 400 p. (ISBN 978-2-7436-6338-4) — édition augmentée et illustrée

#### Sur Norman Maclean
- (Article) (en) Philip Connors, « A Tough Flower Girl: On Norman Maclean », The Nation, New York, The Nation Company L.P.,‎ 30 mars 2009 (lire en ligne).
- (Site) Écrivain du Montana : Norman Maclean, page de Gilbert et Monique Brisset consacrée à Norman Maclean en tant qu'écrivain du Montana. Courte biographie, présentation de ses trois nouvelles traduites en français et bibliographie en anglais (dernière actualisation du site général en 2002).
- (Site) (en) « Norman Maclean's Black Ghost and Jacob at Peniel », sur journal.ilovephilosophy.com
- (Ouvrage) (en) Ron McFarland (dir.) et Hugh Nichols (dir.), Norman Maclean, Leviston, Indiana, Confluence Press, coll. « American Authors Series », 1988 (réimpr. 1992), 226 p. (ISBN 0-917652-71-1 et 978-0917652714).

#### SurLa Rivière du sixième jour

##### Articles
- (en) Kathleen A. Boardman, « Reading the River: Mark Twain, Ann Zwinger and Norman Maclean », Halcyon: A Journal of the Humanities, Reno (Nevada), University of Nevada Press, vol. 11,‎ 1989, p. 137-154
- (en) Douglas R. Butler, « Norman Maclean's A River Runs Through It: Word, Water, and Text », Critique: Studies in Contemporary Fiction, Washington (district de Columbia), Routledge, vol. 33, no 4,‎ juillet 1992, p. 263-273.
- (en) James E. Ford, « When "life … Becomes Literature": The Neo-Aristotelian Poetics of Norman Maclean's A River Runs Through It », Studies in Short Fiction, Newberry (Caroline du Sud), Twayne Publishers, vol. 30, no 4,‎ 22 septembre 1993, p. 525-534 (ISSN 0039-3789, lire en ligne [archive du 7 mars 2016]).
- (en) Daniel Dervin, « Casting Shadows: Filial Enactments in A River Runs Through It », American Imago: Studies in Psychoanalysis and Culture, Baltimore, Maryland, Johns Hopkins University Press, vol. 51, no 3,‎ 1994, p. 343-357
- (en) Don Johnson, « The Words beneath the Stones: Salvation in A River Runs Through It », Aethlon: The Journal of Sport Literature, Johnson City, Tennessee, Sport Literature Association, vol. 14, no 1,‎ automne 1996, p. 301-307
- (en) Theodore Weinberger, « Religion and fly fishing: Taking Norman Maclean seriously », Renascence: Essays on Values in Literature, Milwaukee (Wisconsin), Marquette University Press, vol. 49, no 4,‎ 22 juin 1997, p. 281-289 (lire en ligne [archive du 7 mars 2016]).
- (en) Kenneth Womack et Todd F. Davis, « "Haunted by Waters": Narrative Reconciliation in Norman Maclean's A River Runs Through It », Critique: Studies in Contemporary Fiction, Washington (district de Columbia), Routledge, vol. 42, no 2,‎ 2001, p. 192-204.

##### Ouvrages
- Christopher Anderson, « L'Eau d'ici et l'au-delà : pêche et spiritualité chez Norman Maclean et René Fallet », dans Marc Sourdot (dir.), Fallet, vingt ans après, actes du collogue René Fallet, éditions Maisonneuve et Larose, 2003, p. 35-46  (ISBN 978-2706817564).
- (en) George F. Grattan, « Climbing Back into the Tree: Art, Nature and Theology in A River Runs through It », dans Henry Harrington et John Tallmadge (dir.), Reading Under the Sign of Nature: New Essays in Ecocriticism, Salt Lake City (Utah), University of Utah Press, 2000, p. 231-242  (ISBN 978-0874806489).
- (en) Norman Maclean et Alan Weltzien (dir.), The Norman Maclean Reader, Chicago, University of Chicago Press, 2008, 304 p. (ISBN 978-0-226-50026-3 et 0-226-50026-8, lire en ligne).